# 972 Cohnia
972 Cohnia là một tiểu hành tinh bay quanh Mặt Trời. In 2007 lightcurve data showed that Cohnia rotates every 18.472 ± 0.004 giờ.